# ارکئولامیکرانتا
ارکئولامیکرانتا (نام علمی: Urceola micrantha) نام یک گونه از تیره خرزهره‌ایان است.